# Осіннє повстання 1946 року
Осіннє повстання 1946 року, також відоме як Повстання в Тегу 10.1 1946 року ( кор.: хангиль: 대구 10·1 사건, ханча: 大邱 10·1 事件 ) — було селянським повстанням в Південній Кореї проти політики Військової адміністрації США у Кореї, яку очолював генерал Джон Р. Ходж. Повстання також вимагало відновлення влади народних комітетів, що складали Народну Республіку Корея.Іноді повстання  називають Тегуськими заворушеннями або Рухом опору в Тегу.   Комісія з істини та примирення Південної Кореї використовує нейтральну назву — Тегуський жовтневий інцидент. 
Цьому повстанню передував загальний корейський страйк у вересні 1946 року, у якому взяли участь понад 250 000 робітників. Страйк був оголошений нелегальним Військовою адміністрацією США, а страйкарі зазнали нападів з боку поліції. 1 жовтня поліція відкрила вогонь по протестувальниках у Тегу, і внаслідок цього загинув залізничник на ім'я Кім Йон Тхе. Наступного дня тисячі протестувальників, серед яких були школярі та студенти, не зважаючи на спроби поліції зупинити їх, пронесли його тіло вулицями міста. Страйк переріс у загальне Осіннє повстання (або повстання в Тегу 10.1).  
Повстання почалося в Пусані та згодом поширилося на Сеул, Тегу, провінції Кьонсанбук-до, Кьонсаннам-до, Чхунчхон-намдо та Чолла-намдо, і завершилося в середині листопада. Серед вимог учасників повстання були кращі умови праці, підвищення заробітної плати, збільшення продовольчих пайків, право на організацію профспілок і звільнення політичних в'язнів. 
Згідно з умовами, Військовий уряд США відповідав на повстання різними способами, включаючи мобілізацію штрейкбрехерів, поліції, правих молодіжних груп, залучення американських військових та танків, а також введення воєнного стану. Урешті-решт, ці заходи дозволили придушити повстання. Внаслідок повстання загинули 92 поліцейських, 163 цивільних працівники, 116 мирних жителів і 240 учасників повстання. Поліція та військові заарештували 2609 людей.  Деякі аналітики вважають, що повстання, яке частково було реакцією на жовтневі вибори до Тимчасової законодавчої асамблеї Південної Кореї, організованої Військовим урядом США, є кращим показником громадської думки, ніж самі вибори. 
Поразка повстання вважається переломним моментом у встановленні політичного контролю над Кореєю, оскільки народні комітети та Національна рада профспілок корейських робітників були ослаблені внаслідок репресій.  Для американців Осіннє повстання додало нової терміновості в пошуках формули об'єднання двох окупаційних зон Кореї під єдиним обраним урядом.
У 2010 році Комісія з питань правди та примирення представила свої висновки. Вона запропонувала уряду виплатити компенсацію 60 жертвам, а також визнала близько 7500 інших постраждалих під час інциденту. Деякі жертви були заарештовані та піддані тортурам, після чого поліція та праві радикальні групи пошкодили або конфіскували їхні будинки й майно. Родини жертв змушені були терпіти ганьбу, оскільки їх сприймали як злочинців. 

## Передумова
Жовтневе повстання, Інцидент 1 жовтня, Йоннамські заворушення та Жовтневі заворушення — це назви, що використовуються залежно від історичної точки зору. Прихильники називають це Жовтневим повстанням, критики — Йоннамськими або Жовтневими заворушеннями, а з нейтральної точки зору — Інцидентом 1 жовтня. Іноді, з позиції, яка підкреслює агітацію та ініціативу Комуністичної партії Кореї, це називають Жовтневими заворушеннями. Раніше терміни «Жовтневі заворушення», «Йоннамські заворушення» та «Жовтневе повстання» використовувалися як взаємозамінні, але офіційно цей інцидент був більш нейтрально названий Інцидентом 1 жовтня.  
Після визволення корейці під владою Військової адміністрації США (USAMGIK) в Південній Кореї зіткнулися з голодом через провал політики розподілу рису. Особливо сильним був голод у Тегу, де в цей період були спалахи холери . Голод у Тегу, де в цей період спалахнула холера, був особливо жорстоким. Після того, як у Тегу та провінції Кьонсанбук-до зареєстрували 2000 випадків холери, уряд ізолював Тегу, не вживши належних заходів для лікування, щоб запобігти поширенню хвороби. Транспорт і люди не могли перетинати кордон міста, тому постачання сільськогосподарських культур та предметів першої необхідності було припинене. Найбільше бракувало рису. 
До того ж, поліція з колишньої прояпонської влади, яка після війни стала національною поліцією, продовжувала грабувати фермерів, як це робила під час японського правління. Обурення громадян проти прояпонських поліцейських зростало, і поліція почала чинити репресії. У той час громадські настрої в Тегу та провінції Кьонсанбук-до були надзвичайно напружені. 
Тим часом у травні 1946 року, на тлі справи з фальшивими грошима, причетними до Чон Пан-са, Військова адміністрація США оголосила про «нелегалізацію комуністичної діяльності» та видала наказ про масові арешти посадових осіб Комуністичної партії. Сили Комуністичної партії Кореї під керівництвом Пак Хон Йона( хангул :: 박헌영, ханджа :朴憲永) почали використовувати більш радикальні методи, називаючи їх «новою тактикою», заявляючи: «Я боротимусь проти Військової адміністрації США». Згодом Комуністична партія та Чон-пхьон ( 조선노동조합전국평의회, 朝鮮勞動組合全國評議會) почали агітувати робітників і організували загальний страйк у вересні 1946 року, який очолили працівники залізниці та транспорту. 
Вересневий загальний страйк швидко поширився країною, починаючи зі страйку залізничників у районі Пусана.  Таким чином, Комуністична партія та Чон-пхьон відкрито виступили проти Військової адміністрації США. Попри те, що USAMGIK намагалася задіяти національну поліцію та антикомуністичні молодіжні групи для придушення страйку, виникла несподівана ситуація. Коли поліція відкрила вогонь по робітниках, що страйкували в Тегу, інцидент переріс у масові заворушення. 

## Всередині Янгнам

### Тегу
Вересневий страйк 1946 року, організований Комуністичною партією Кореї, розпочався 23 вересня під керівництвом лідерів Чонпхьон у Тегу. Страйки та демонстрації тривали до 1 жовтня.   Однак увечері 1 жовтня під час протесту перед мерією Тегу, організованого для підготовки заходів проти голоду, поліція відкрила вогонь, убивши цивільних Хван Маль-Йона та Кім Чон-Тхе.  Коли розсіяний натовп почув постріли, він розлютився і почав збиратися біля штабу Бойового комітету міста Тегу. Зібралося тисячі людей. Поліція знову відкрила вогонь, щоб розігнати натовп, але протестувальники у відповідь атакували поліцейських, що призвело до жертв. 
Наступного ранку, 2 жовтня, дізнавшись про вбивство двох цивільних, робітники почали збиратися в місті. До протестів приєдналися звичайні громадяни та студенти. Начальник поліції Тегу, оточений натовпом у близько 10 000 осіб, оголосив про своє роззброєння та передав ключі від слідчого ізолятора, звільнивши політичних в'язнів. Робітники під керівництвом Комуністичної партії Кореї намагалися організовано взяти під контроль поліцію. Однак на одній із вулиць натовп, збурений емоціями, почав кидати каміння в поліцію. Поліцейські у відповідь відкрили вогонь, убивши 17 протестувальників. 
Після інциденту 2 жовтня страйк набув більш насильницької форми, перетворившись на масову боротьбу. Бойовий комітет Тегу намагався вести страйк у правовому полі та запобігти насильству, але зростання ненависті до поліції викликало спонтанні напади на будинки поліцейських і військових чиновників. 
Натовп грабував багатих і колишніх прояпонських колаборантів, забираючи необхідні речі та їжу, які потім роздавали нужденним на вулицях. Продовольчі магазини та банки майже не зазнали пошкоджень. Поліцейські були атаковані через те, що більшість із них були прояпонськими, переслідували корейців під час колоніального періоду. 
Навіть медичне управління Тегу та лікарське товариство міста видали попередження поліції: «По-перше, поліцейські повинні припинити стріляти в громадян. По-друге, відмовитися від лікування поранених поліцейських, які стріляли в співвітчизників». 
2 жовтня о 19:00 Військова адміністрація США в Кореї (USAMGIK)  оголосила військовий стан у Тегу і мобілізувала американські війська. Здавалося, що зовні в місті було відновлено порядок. Однак протести поширилися на повіти Кьонсан, Сонджу та Йончхон поблизу Тегу. Конфлікт між цивільними та військовою адміністрацією США у Кьонсанбук-до не припинився, а продовжувався, поширюючись по всій країні до кінця 1946 року.

### Північна провінція Кьонсан
Здавалося, хвилювання заспокоїлося приблизно 2 жовтня. Однак інцидент поширився по всьому Кьонбуку, оскільки люди навколо інциденту переїхали в інші райони, щоб протестувати та бунтувати.  3 жовтня вЙончхоні 10 000 протестувальників напали на поліцейський відділок і спалили його. Також було вбито офіцерів військових і поліцейських. Коли прибули підрозділи поліції, порядок у регіоні було відновлено, але поліцейські та члени правих молодіжних організацій грабували будинки причетних до інциденту й чинили на них тиск.  У Йончхоні було спалено понад 1200 будинків, 40 людей загинуло, 43 отримали важкі поранення, а збитки склали мільярд вон. У Сеонсан-гуні (нині Гумі ) близько 2000 людей під проводом Пак Сан-Хі (ко: 박상희, ханджа: 朴相熙) напали на поліцейський відділок, паралізували його роботу та вивісили табличку «Комітет народної безпеки Сонсана», захопивши контроль над районом. Поліцейських і правих чиновників було ув’язнено, а майно багатих знищено. 
У повіті Йочхон поліція була заздалегідь направлена для запобігання протестам, але через конфлікт із місцевими жителями цей план зазнав невдачі. Натовп із приблизно тисячі осіб напав на поліцейську дільницю і навіть вступив у бій із поліцейськими. Місцевий порядок вдалося відновити лише після прибуття військ США. Однак навіть після цього атаки на поліцейську дільницю не припинилися, внаслідок чого поліцейські зазнали поранень, а арсенал був захоплений. У навколишніх районах поліції взагалі не було. Тим часом у повіті Йонґіль місіонера було вбито під час нападу цивільних. 
Подібна подія відбулася вЧхільгоку . Натовп із 500 людей напав на поліцейський пост у Якмоку та вбив трьох поліцейських, прив’язавши їх до стовпа. У Вегвані 2000 жителів атакували поліцейську дільницю під час протестів, і ще чотири поліцейських були вбиті. До цього інциденту в районі Вегвану був сильний опір наказу про збір рису, але обурення місцевих жителів було настільки велике, що начальника поліції Чан Сок-Хана вбили, розколовши його голову від верху донизу, після чого його обличчя було спотворене. 
Інциденти відбулися також у Далсон, Горьон, Сонджу, Гунві, Усеон, Гімчхон, Кьонсан, Чхондо, Кьонджу, Йондок, Андонг, Санджу, Мунгьон, Йонджу та Бонхва. Загалом участь у повстаннях взяли близько 773 200 осіб. Інциденти в регіоні Кьонбук розгорталися з різною силою (класифіковані як такі, що не відбулися/низька інтенсивність/середня інтенсивність/висока інтенсивність/максимальна інтенсивність) і за різними тактиками (перший удар, напад на поліцейські відділки, використання базарних днів, застосування балансу сил між політичними та ідеологічними силами, використання рисових полів з високим ефектом впливу), після чого слідувала жорстока відповідь з боку поліції.

### Південна провінція Кьонсан
У регіоні Кьоннам, де у вересні розпочався загальний страйк, що став початком подій 10.1, з 7 по 14 жовтня відбулися кілька повстань.  Проте, на відміну від інших регіонів, вересневий загальний страйк був дуже пасивним і поміркованим, і навіть під час жовтневого інциденту мали місце децентралізовані та поодинокі події. (Тим не менш, інциденти траплялися в багатьох областях.) 
У регіоні Кьоннам перший інцидент стався в місті Тхонйон. Натовп чисельністю 4000–5000 осіб захопив контроль над містом, побив поліцейських і викрав зброю. У Чханньоні також було атаковано кілька відділків, і натовпи намагалися захопити поліцейські дільниці та офіси повітової адміністрації. У Масані 6-го та 7-го числа відбулися запеклі сутички між протестувальниками, військовими та поліцією, що призвели до загибелі 13 осіб. В районі Ульсану будівлю офісу було знищено, а поліцейський відділок взято в облогу. Однак із допомогою поліції Юнвон (поліція, що прибула з острова Чеджу) та американських військових контроль над відділком було відновлено, а частина протестувальників утекла на човнах.  У Пусані, де інцидент був менш активним, 9 жовтня відбулася кривава сутичка, внаслідок якої загинуло 24 особи. 

## За межами Йоннама

### Провінція Чхунчхон
Інцидент у провінції Кьонсан перемістився до Чхунчхон і поширився далі. У провінції Чхунчхон події здебільшого відбувалися в північно-західному регіоні. 4-го та 7-го жовтня в Чхунбук, а з 17-го по 19-те жовтня в Чхуннам спалахнули громадські заворушення. .  17 жовтня було атаковано поліцейський відділок у Танджині, захоплено державні установи, перерізано лінії зв'язку та підірвано мости. Цей інцидент став поштовхом до охоплення подіями північно-західної частини провінції Чхуннам. У місті Хонсон поліція безладно стріляла по натовпу, що протестував через нестачу рису та землі, внаслідок чого було вбито чотирьох людей. Протести також відбулися в містах Єсан, Сонсан і Чхончхон, де учасники погрожували поліції та правим силам. 
У Чунгбуку інциденти були відносно незначними.Один поліцейський загинув у Чхонджу, а натовп із 300–400 осіб у повіті Йондонг намагався захопити поліцейський відділок, але зазнав невдачі. Причина, чому події в Чхунбук були менш масштабними, полягала в тому, що помірковані  ліві сили в Чхонджу, який був центром провінції, мали значний вплив. (Деякі помірковані навіть поширювали листівки з гаслом "Крайні комуністи неприйнятні" та витіснили екстремістів.) 

### Сеул, провінція Кенгі, провінція Хванхе, провінція Канвон
Коли інцидент у Чхунчхон поступово вщухав, протести розпочалися в провінціях Кьонгі та Хванхе. У місті Кванчжу, провінція Кьонгі, учасники бійок вбили поліцейських та спалили поліцейський відділок. У місті Кепхун начальника поліції було вбито, і протягом двох днів більшість поліцейських відділків зазнали атак. У Паджу було заздалегідь розкрито план бунту, і всіх лідерів заарештували. 
Протести відбулися і в Сеулі. 3 жовтня натовп чисельністю 1200 осіб, разом із студентами, зібрався перед міською ратушею, співаючи пісні, а опівдні 21 жовтня 2000 осіб зібралися на перехресті в Чонно і рушили до Донгдемун. Однак, біля християнського молодіжного залу натовп був розігнаний масовим вогнем озброєної поліції, а одного перехожого, боксера, було вбито. У той день протести відбулися і на Чонно 5-га, а також вибухнула бомба на станції Сеул. 
Окрім того, демонстрації та напади були зафіксовані в Інчхоні, Йонбеку та Джандані з 20 по 22 жовтня (за винятком Інчхона).
З 29 жовтня до першого тижня листопада протести охопили східне узбережжя провінції Канвон. У Канвоні тисячі протестувальників атакували поліцейський відділок у місті Хенсон, а в Мукхо мешканці напали на поліцейську дільницю через загибель людей під час розслідування протестів. У місті Каннин поліцію побили, а лінії зв'язку були перерізані. У Пхйончхані спалахнула сутичка між озброєними лівими силами та поліцією. У Самчхоку відбулася сутичка між лівими та правими силами через шахти. Особливістю подій у Канвоні було те, що вони здебільшого відбувалися поблизу східного узбережжя. 

### Хонам
Серія подій, яка могла б охопити всю Південну Корею, припинилася в період з 23 по 28 жовтня. Військовий уряд США та праві сили вважали, що крайні ліві очікують сезону збору врожаю, а військові та поліція, які прагнуть зібрати рис, вважали, що ліві сили сконцентрують свою агітацію на тому, що військовий уряд США не має права на збір рису. 
Однак цей період використовували для підготовки до заворушень у провінції Чолла-до . З цієї причини інциденти в Чолланамдо, особливо в північному та центральному регіонах, були такими ж масштабними та жорстокими, як і на початку подій у провінції Кьонсан-Пукто.
З 29 жовтня до 4 листопада відбулося велике повстання в центральній частині Чолланамдо, зосереджене навколо міст Наджу та Хвасун. З 30 жовтня шахтарі з Хвасун намагалися марширувати до Кванджу. Наступного дня, 31 жовтня, до маршу приєдналися навіть жінки та діти. 4 листопада шахтарі вступили в запеклі бої з американськими військовими та поліцією. 

## Шкода
Оскільки жовтневий інцидент переріс у загальнонаціональний протест, поліція не могла його самотужки придушити. З цієї причини в кожному регіоні була потрібна допомога антикомуністичних правих сил, таких як американські війська та Південнокорейська оборонна гвардія, а також партії Корейська демократична партія, Корейська національна молодіжна асоціація, Ліга молоді Північного Заходу та Товариство "Білі сорочки". У результаті кілька осіб із різних антикомуністичних правих організацій, зокрема з Національної молодіжної асоціації Кореї, Товариства "Білі сорочки" та Ліги молоді Північного Заходу, неодноразово вдавалися до терору або завдавали шкоди майну під приводом арешту лівих, які брали участь у протестах. (Щоб уникнути цього, деякі ліві та мирні жителі навіть тікали в гори.) 
Точний масштаб інциденту невідомий через брак записів.  За одним із повідомлень, загальні збитки в провінції Кьонсанбук склали 400 мільйонів вон. Кількість жертв серед поліції, включно з силами безпеки (поліцейськими помічниками та сільськими дружинниками), становила 80 загиблих, 145 зниклих безвісти, 96 поранених. Збитки серед правих сил і цивільних оцінюються в 24 загиблих, 41 пораненого та 21 зниклого.

## Реакції сучасності
Пак Хон Йон назвав цей інцидент «Жовтневим народним повстанням» і оцінив його як одну з трьох великих народних революцій Чосону разом з  селянським повстанням Донгак і Рухом 1-го березня ». Хоча Комуністична партія Кореї офіційно не ініціювала протестів, місцеві члени Комуністичної партії були вбиті або ув'язнені, борючись у перших рядах самостійних демонстрантів у кожному місті. 
З іншого боку, праві сили різко засуджували цей інцидент, зокрема Корейська демократична партія, яка критикувала його як «страйкову боротьбу, спричинену підбурюванням з боку банди Пак Хон Йона». Критика цього інциденту лунала і всередині лівого руху. Представники дев'яти лівих політичних партій  (Чон Бек ( 정백 ) і Лі Ян), за винятком Комуністичної партії Кореї, провели екстрене засідання і гостро розкритикували цей рух як «авантюризм Комуністичної партії Пак Хон Йона». Ліво-правий коаліційний рух висунув теорію «Янбі» (теорію однакової провини), яка виникла через опозицію поліції. 
Ліво-правий коаліційний рух висунув теорію Янбі ( 양비론), що було викликано протидією поліції.  Наприкінці жовтня Лю Ун Хен та Кім Гю Сік критикували військову адміністрацію, заявляючи, що «Інцидент 1-го жовтня» стався через неприязнь до поліції, присутність чінільпи (колаборантів з японцями) у військовій адміністрації, корупцію деяких корейських посадовців та підбурювання деструктивних сил». Це вони сказали під час зустрічі з генерал-майором Брауном з військової адміністрації США. Кім Кю Сік закликав утриматися від дій, які «лише зашкодять незалежності, підірвавши міжнародний авторитет корейського народу».  

## Результати та значення

### Результати
Коли повстання поширилося по всій Південній Кореї, військовий уряд США (USAMGIK) активно реагував, попередньо затримуючи лідерів народних комітетів та фермерських асоціацій у регіонах, де очікувалося повстання, або організовував репресивні організації в кожному регіоні. Оскільки зона боїв була широкою, а військові та поліція США були розпорошені, молодь та інші праві сили активно мобілізувалися для придушення. Коли в регіоні спалахувало повстання, військові та поліція США негайно вирушали на його придушення. Повстання набуло жорстокого характеру, а методи придушення були безжальними, що спричинило велику кількість жертв. Зокрема, поліція та представники правих були інтенсивно атаковані під час повстання, і відбувалися численні акти помсти з боку поліції та правих сил. Окрім того, багато смертей та поранень було спричинено тероризмом з боку правих, а матеріальні збитки були значними. 
Після початку повстання представники USAMGIK та центристських сил провели спільні корейсько-американські переговори ( 한미공동회담) для з'ясування причин повстання та розроблення контрзаходів. Під час переговорів було встановлено, що причинами повстання стали ворожість людей до поліції, наявність чінільпи у військовій адміністрації, корупція деяких корейських посадовців та підбурювання, що заважало максимальному благу для Південної Кореї. Як контрзаходи було рекомендовано покарати чінільпу у військовій адміністрації.
Унаслідок повстання було заарештовано або змушено втекти лідерів народних рухів, включаючи фермерські асоціації та народні комітети, що значно послабило ліві сили, включаючи ці організації. З іншого боку, праві сили, скориставшись повстанням, створили організацію і зміцнили свої позиції. 

### Значимість
Жовтневе повстання стало подією, яка відбулася в процесі становлення сучасної національної держави після визволення, і є історичною подією, що має характер першого масового повстання в умовах військової адміністрації США. Жовтневе повстання було першим великим народним повстанням після визволення, що вплинуло на всю країну. Зокрема, воно є історичною подією в умовах зміни політики військової адміністрації США від співпраці між лівими та правими до орієнтації на корейську націю на тлі краху Спільної мікрокомісії. 

## Дивіться також
- Операція «Чорний список сорок».
- Військовий уряд армії США в Кореї
- Повстання Чеджу
- Повстання Йосу-Сунчхона